# St. Stephan (Stefanskirchen)

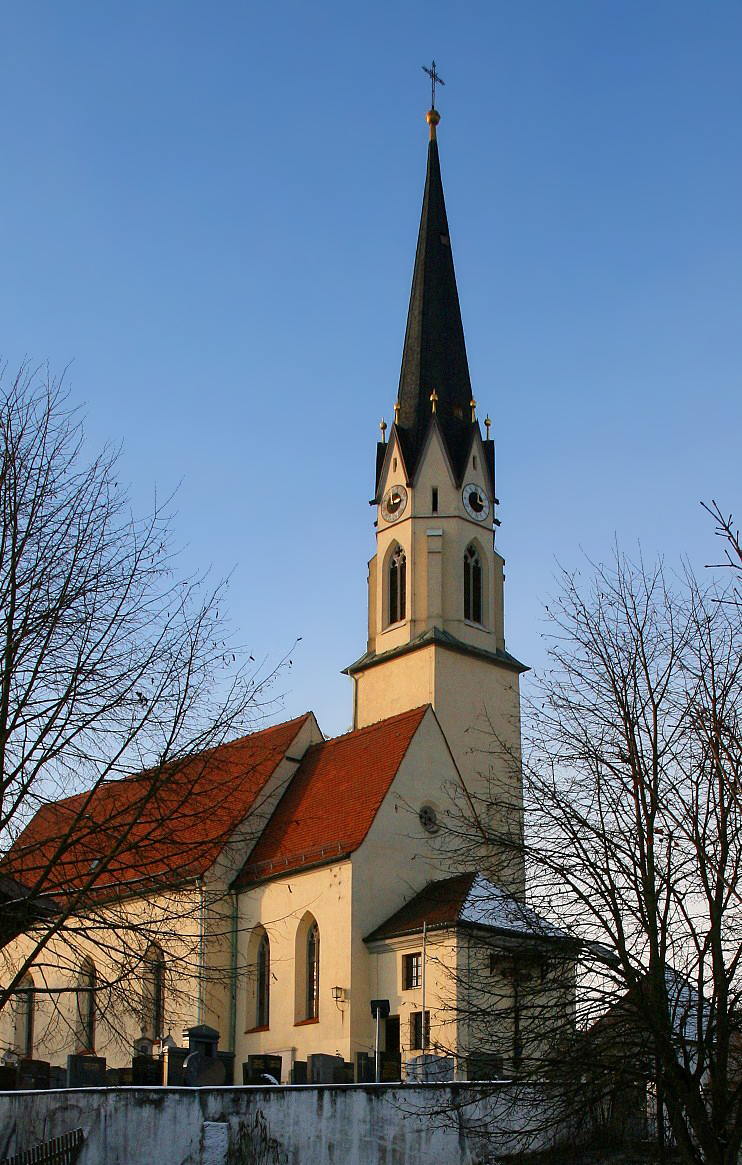
St. Stephan in Stefanskirchen

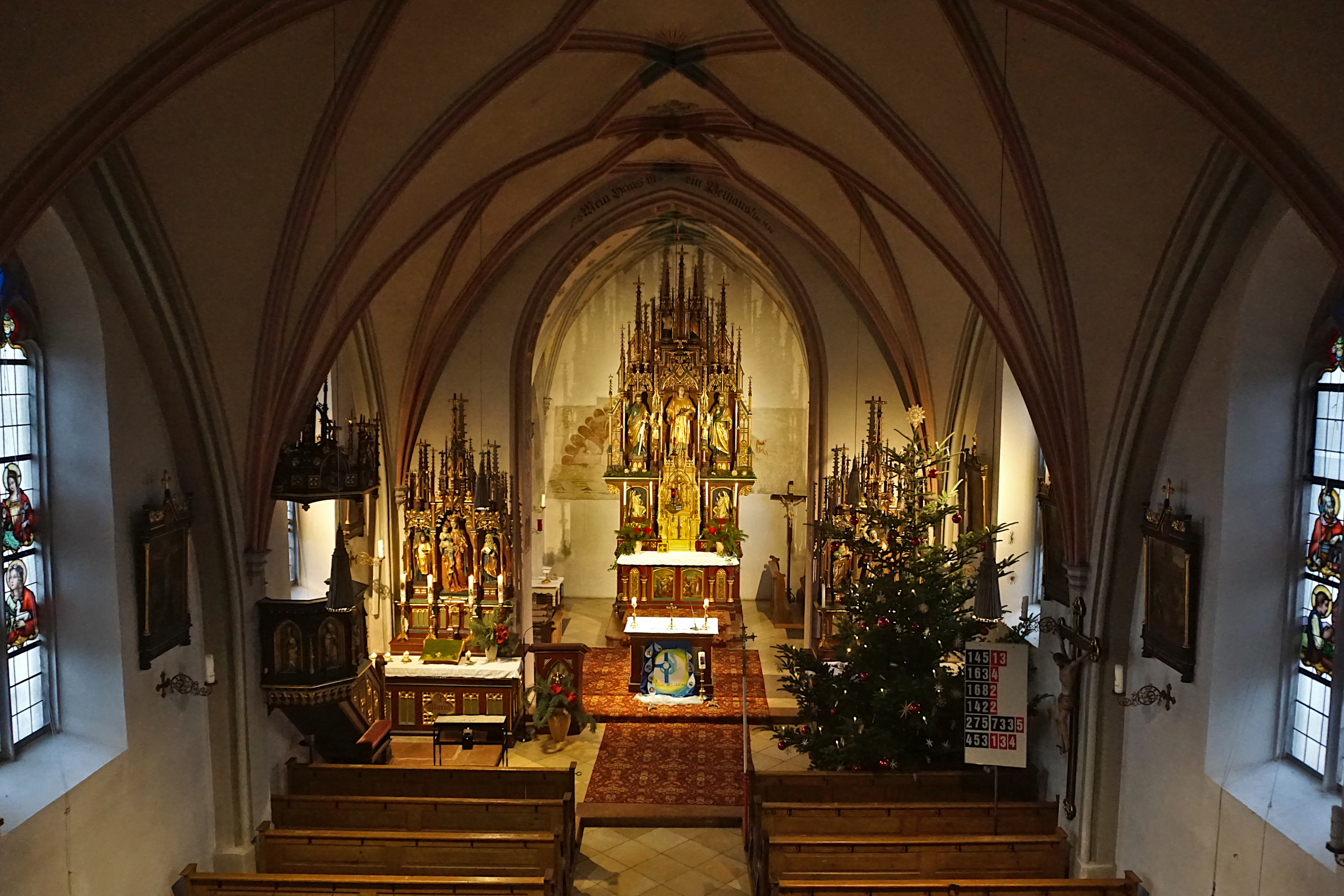
Innenraum

Die römisch-katholische Pfarrkirche St. Stephan steht in Stefanskirchen, einem Gemeindeteil von Ampfing im oberbayerischen Landkreis Mühldorf am Inn. Sie ist in der Liste der Baudenkmäler in Ampfing unter der Nummer D-1-83-112-31 eingetragen. Die Kirche gehört zum Dekanat Mühldorf im Erzbistum München und Freising.

## Gebäude und Ausstattung
Die im Kern aus dem 12./13. Jahrhundert stammende romanische Saalkirche mit gotischer Einwölbung aus der zweiten Hälfte des 15. Jahrhunderts wurde 1874 nach Plänen von Joseph Elsner senior neogotisch umgestaltet. Sie besteht aus dem bei der Umgestaltung nach Westen auf vier Joche verlängerten Langhaus, dem eingezogenen Chor zu zwei Jochen, dem Chorflankenturm mit romanischen unteren Geschossen auf quadratischem Grundriss an der Nordwand und der Sakristei mit einem Oratorium im Obergeschoss an der Ostwand des Chors. Der Turm wurde mit einem achteckigen, an vier Seiten mit Strebepfeilern besetzten Geschoss aufgestockt. An den übrigen vier Seiten befinden sich Klangarkaden. 
In einem Stahlglockenstuhl hängen vier Glocken. Die jüngste Glocke wurde 1952 von Karl Czudnochowsky, Erding, aus Euphon gegossen, 848 kg schwer, Schlagton e′, die übrigen drei sind Bronzeglocken, die älteste 1526 von Matthias Matz, Mühldorf, gegossen, 497 kg, Schlagton gis′, die dritte 1786 von Joseph Ignaz Daller, München, Schlagton h′ und die vierte 1930 von den Gebrüdern Ulrich, Kempten, Schlagton cis″.
An den vier Giebeln sind die Zifferblätter der Turmuhr angebracht. Darüber erhebt sich ein spitzer Helm.
Der Innenraum hat ein teilweise erneuertes spätgotisches Netzrippengewölbe, das auf Kragsteinen über Wandpfeilern und Schildbögen steht. Auf dem Boden sind Solnhofener Platten verlegt. Fresken an der Nord- und Ostseite im Altarraum stellen die Geburt Christi, die Schutzmantelmadonna und die Steinigung des Stephanus dar; allerdings sind die Bilder stark beschädigt. An den Ein- und Ausgängen finden sich zweiflüglige Eichenbohlentüren mit neugotischem Lilienbeschlag. Ebenfalls neugotisch sind die Altäre. Der Hochaltar mit dreiteiligen Retabel und zweistöckigem Tabernakel ist mit seinem Gesprenge raumhoch.

## Orgel

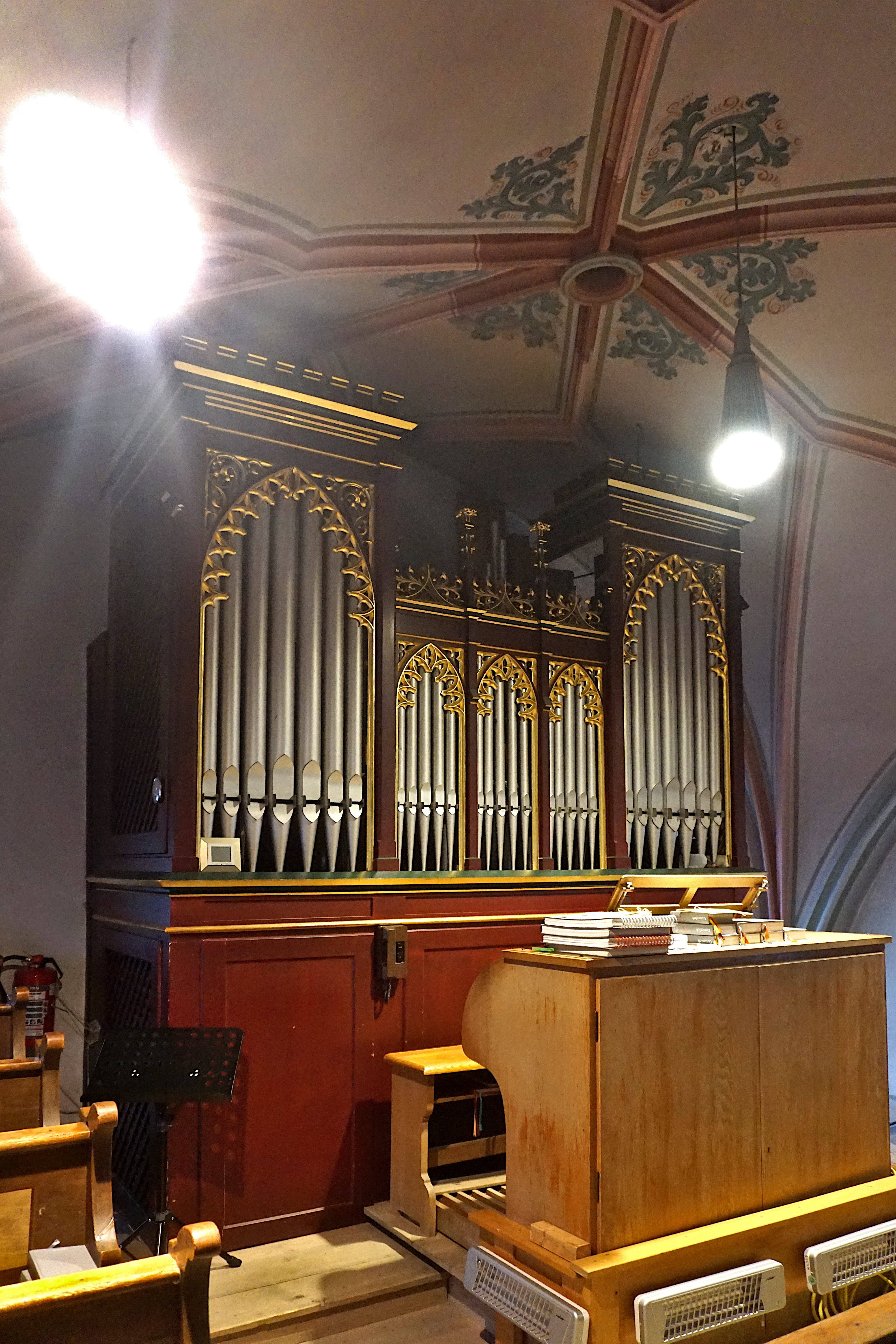
Orgel

Die Orgel mit 14 Registern auf zwei Manualen und Pedal wurde um 1935 vom Georg Glatzl (St. Gregoriuswerk) gebaut und 1974 von Guido Nenninger umgebaut. Das historische Gehäuse stammt von der Vorgängerorgel von Franz Borgias Maerz aus dem Jahr 1880. Die heutige Disposition lautet:
| I. Manual C–f3 |    |
| Principal      | 8′ |
| Gamba          | 8′ |
| Gedecktflöte   | 4′ |
| Octav          | 2′ |
| Mixtur III     | 1′ |

| II. Manual C–f3 |       |
| Gedeckt         | 8′    |
| Spillpfeife     | 8′    |
| Octav           | 4′    |
| Blockflöte      | 4′    |
| Nasat           | 2′    |
| Quinte          | 1 ⁄3′ |

| Pedal C–f1 |     |
| Subbaß     | 16′ |
| Zartbaß    | 16′ |
| Holzflöte  | 08′ |

- Koppeln: II/I, I/P, II/P
- Spielhilfen: Tutti, Auslöser, Crescendo, Pianopedal